# فلاديمير فولكوف
فلاديمير فولكوف (بالصربية: Владимир Волков)‏ (6 يونيو 1986 بنيش في صربيا - ) هو لاعب كرة قدم مونتينيغري وصربي في مركز الظهير. شارك مع منتخب الجبل الأسود لكرة القدم ومنتخب صربيا لكرة القدم. أما مع النوادي، فقد لعب مع غرافيتشار بيوغراد وكيه في ميخيلين ولخ بوزنان ونادي أو إف كيه بيوغراد ونادي بارتيزان ونادي شريف تيراسبول وFK Železničar Beograd ‏ ونادي بورتيمونينسي وFK BSK Borča ‏.

## وصلات خارجية
- فلاديمير فولكوف على موقع الاتحاد الأوربي (الإنجليزية)
- فلاديمير فولكوف على موقع قاعدة بيانات كرة القدم.إي يو (الإنجليزية)
- فلاديمير فولكوف على موقع ناشيونال فوتبول تيمز (الإنجليزية)
- فلاديمير فولكوف على موقع Soccerway.com (الإنجليزية)
- فلاديمير فولكوف على موقع عالم كرة القدم.نت (الإنجليزية)
- فلاديمير فولكوف على موقع AS.com (الإسبانية)